# Талдомський міський округ
Талдомський муніципальний район — муніципальне утворення на півночі Московської області Росії.
Адміністративний центр — місто Талдом.

## Географія
Найпівнічніший район  Московської області, розташований за 111 кілометри на північ від Москви. Площа району становить 1427 км². Район межує з Дмитровським і Сергієво-Посадським районами Московської області, міським округом Дубна, а також — на північному сході з Калязинським районом Тверської області, на півночі і заході — з Кімрським районом Тверської області.